# Třída Agosta
Třída Agosta byla třída diesel-elektrických útočných ponorek Francouzského námořnictva, která dosáhla rovněž nemalých exportních úspěchů. Ponorky vyvinula francouzské loděnice DCN (nyní DCNS). Postaveno bylo celkem 12 ponorek této třídy. Používala je námořnictva Francie, Španělska a Pákistánu, který zakoupil lodě objednané Jihoafrickou republikou, jejichž dodání zabránilo embargo uvalené rezolucí RB OSN č. 418.

## Konstrukce

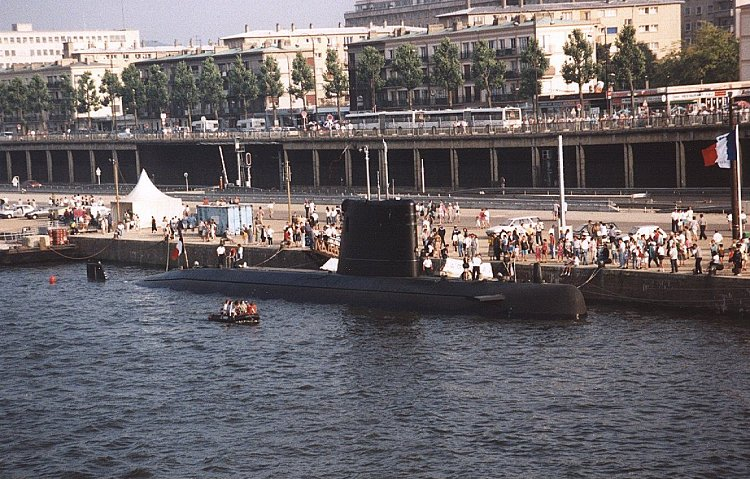
Agosta v roce 1994

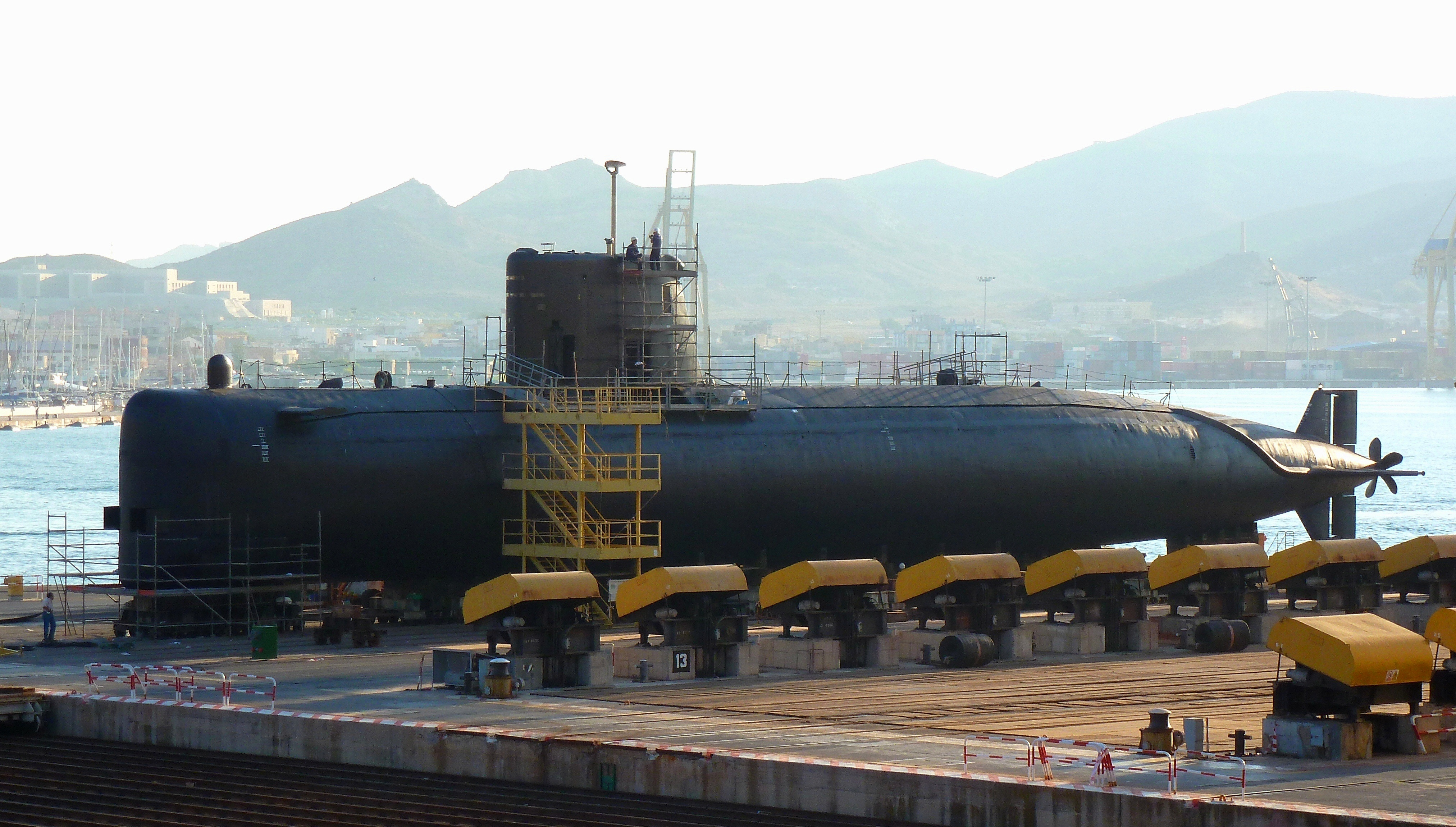
Mistral na souši

Ve vývoji ponorek této třídy byly kladen důraz na tichý chod, velkou hloubku ponoření (v tomto případě 300 metrů) a na vysokou rychlost pod hladinou. Ponorky byly dvoutrupé. Mezi vnějším trupem a tlakovým trupem byly umístěny palivové a balastní nádrže. V přídi byl sonar a torpédomety. Dále bylo umístěno velící centrum a za ním ubytovací prostory, v podlaží pod nimi byly akumulátory. V zadní části byl pohonný systém.
Výzbroj tvořily čtyři 550mm torpédomety. Z nich byla odpalována aktivně akusticky naváděná protiponorková torpéda L5 či po kabelu naváděná torpéda F17. Palbu řídil systém DLT D3. Během služby byly všechny francouzské ponorky upraveny pro nesení protilodních střel SM39 Exocet, odpalovaných pod hladinou z torpédometů. Na palubě mohly nést až 20 dlouhých zbraní či trojnásobný počet min.
Pohonný systém tvořily dva diesely SEMT-Pielstick 16PA4V-185VO a jeden elektromotor, čerpající energii ze dvou sad akumulátorů. Ponorky měly jeden pětilistý lodní šroub. Nejvyšší rychlost pod hladinou dosahovala 20,5 uzlu, ovšem pouze po dobu pěti minut.

## Uživatelé

### Francie
Francie provozovala čtyři jednotky třídy Agosta, objednané v rámci pětiletého programu výstavy námořních sil pro roky 1971–1975. Po jejich vyřazení již nezakoupila žádné další konvenční ponorky a používá pouze ty s jaderným pohonem.

### Španělsko

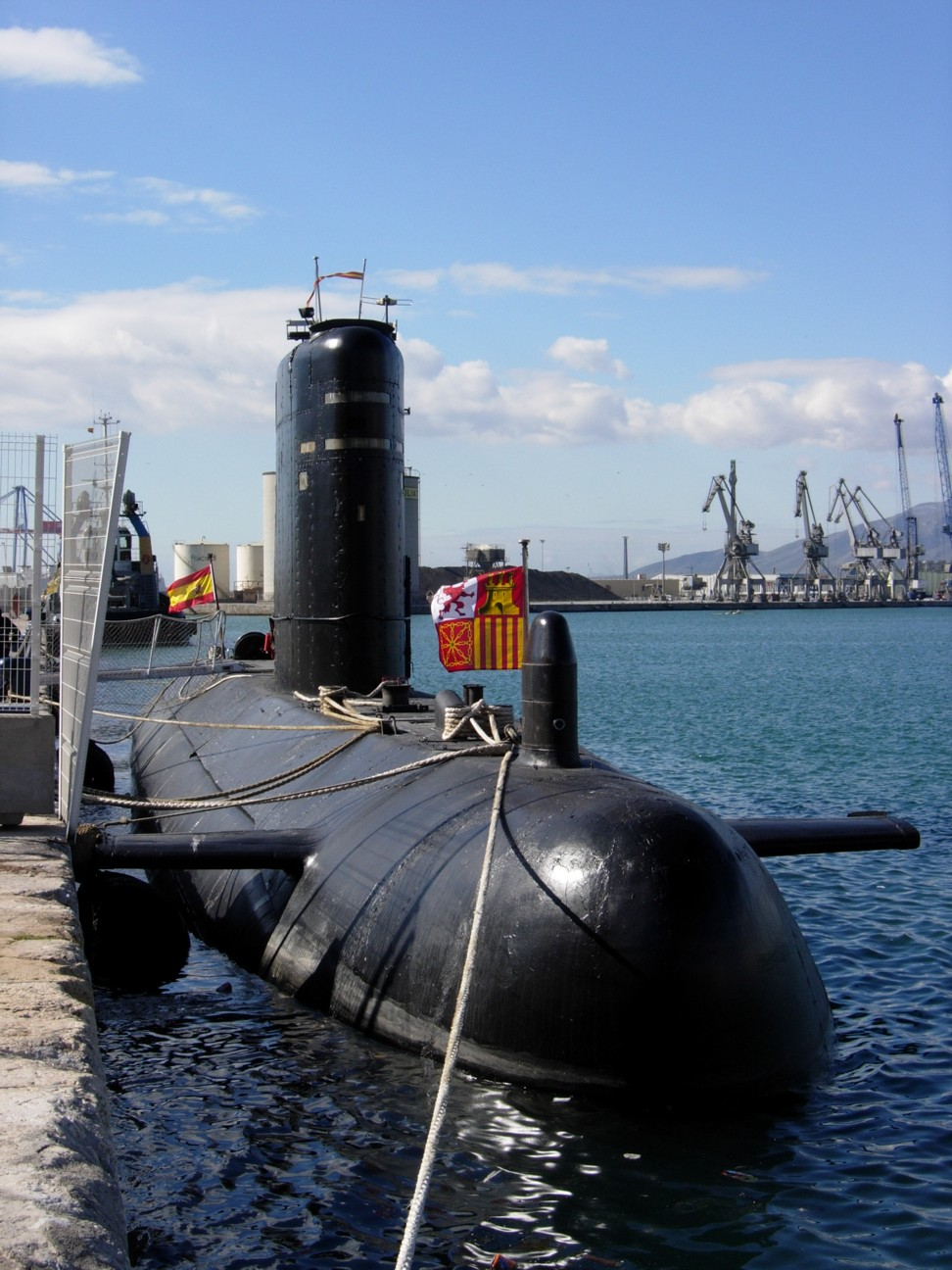
Tramontana

Španělsko již dříve zakoupilo a ve svých loděnicích postavilo čtyři francouzské ponorky třídy Daphné. Rozhodlo se proto i pro třídu Agosta, postavenou licenčně opět v loděnici E.N. Bazán (nyní Navantia) v Cartageně. Čtyři licenční ponorky španělského námořnictva nesou označení třída Galerna. První pár byl dokončen v roce 1983 a druhý v roce 1985.

### JAR
Jihoafrická republika objednala dvě ponorky této třídy (předtím získala i tři jednotky třídy Daphné). Jejich dodání jihoafrickému námořnictvu však zabránilo embargo uvalené na zemi ze strany OSN. Obě ponorky proto odebral Pákistán.

### Pákistán

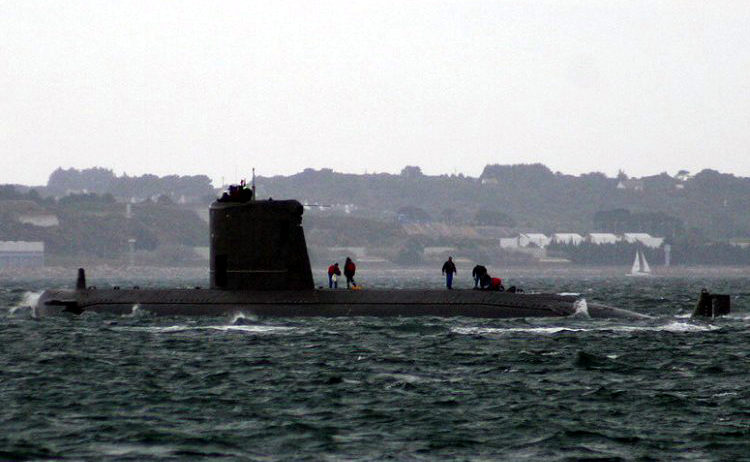
Ouessant

Ponorky této třídy, původně objednané JAR, byly Pákistánu dodány v letech 1979–1980 (Pákistán už dříve získal čtyři jednotky třídy Daphné). Pákistánské ponorky byly upraveny pro nesení amerických protilodních střel Sub-Harpoon. Později k nim Pákistánské námořnictvo zakoupilo ještě tři značně modernizované jednotky, označené jako S-80B (Agosta 90B).
V červnu 2016 získala turecká loděnice STM kontrakt na střednědobou modernizaci první tamní ponorky typu Agosta 90B s opcí na zbylé dvě. V tak prohrál stavitel ponorek, francouzská loděnice DCNS. V březnu 2018 byla objednána modernizace druhé jednotky. První modernizovanou ponorku Hamza námořnictvo převzalo v dubnu 2021 a druhou ponorku Khalid v lednu 2023.

### Malajsie
Malajsijské námořnictvo provozovalo v letech 2005–2009 vyřazenou francouzskou ponorku Ouessant. Získalo ji jako cvičné plavidlo pro výcvik posádek v rámci kontraktu na stavbu dvou ponorek třídy Scorpène.

## Jednotky
Jednotky třídy Agosta:
| Verze | Jméno                           | Uživatel                | Založení kýlu      | Spuštěna           | Vstup do služby   | Status                             |
| ----- | ------------------------------- | ----------------------- | ------------------ | ------------------ | ----------------- | ---------------------------------- |
| S-90  | Agosta (S-620)                  | Francouzské námořnictvo | 11. listopadu 1972 | 19. října 1974     | 28. července 1977 | vyřazena 28. října 1997            |
| S-90  | Bévéziers (S-621)               | Francouzské námořnictvo | 17. května 1973    | 14. června 1975    | 27. září 1977     | vyřazena 4. dubna 1998             |
| S-90  | La Praya (S-622)                | Francouzské námořnictvo | 1974               | 15. května 1976    | 9. března 1978    | vyřazena 1. července 2000          |
| S-90  | Ouessant (S-623)                | Francouzské námořnictvo | 1974               | 23. října 1976     | 27. července 1978 | vyřazena 13. července 2001         |
| S-90  | Galerna (S-71)                  | Španělské námořnictvo   | –                  | 5. prosince 1981   | 21. ledna 1983    | aktivní                            |
| S-90  | Siroco (S-72)                   | Španělské námořnictvo   | 27. listopadu 1978 | 12. prosince 1982  | 7. prosince 1983  | vyřazena 29. června 2012           |
| S-90  | Mistral (S-73)                  | Španělské námořnictvo   | 30. května 1980    | 14. listopadu 1983 | 5. června 1985    | vyřazena 26. února 2021            |
| S-90  | Tramontana (S-74)               | Španělské námořnictvo   | –                  | 30. listopadu 1984 | 30. prosince 1985 | vyřazena 16. února 2024            |
| S-90  | Hashmat (S-135, ex- Astrant)    | Pákistánské námořnictvo | –                  | –                  | 17. února 1979    | původně objednána pro JAR, aktivní |
| S-90  | Hurmat (S-136, ex- Adventurous) | Pákistánské námořnictvo | –                  | –                  | 18. února 1980    | původně objednána pro JAR, aktivní |
| S-90B | Khalid (S-137)                  | Pákistánské námořnictvo | 1997               | 1998               | 21. prosince 1999 | aktivní                            |
| S-90B | Saad (S-138)                    | Pákistánské námořnictvo | 1998               | 2002               | 12. prosince 2003 | aktivní                            |
| S-90B | Hamza (S-139)                   | Pákistánské námořnictvo | 1999               | 2002               | 14. srpna 2006    | aktivní                            |